# 驼峰 (建筑)

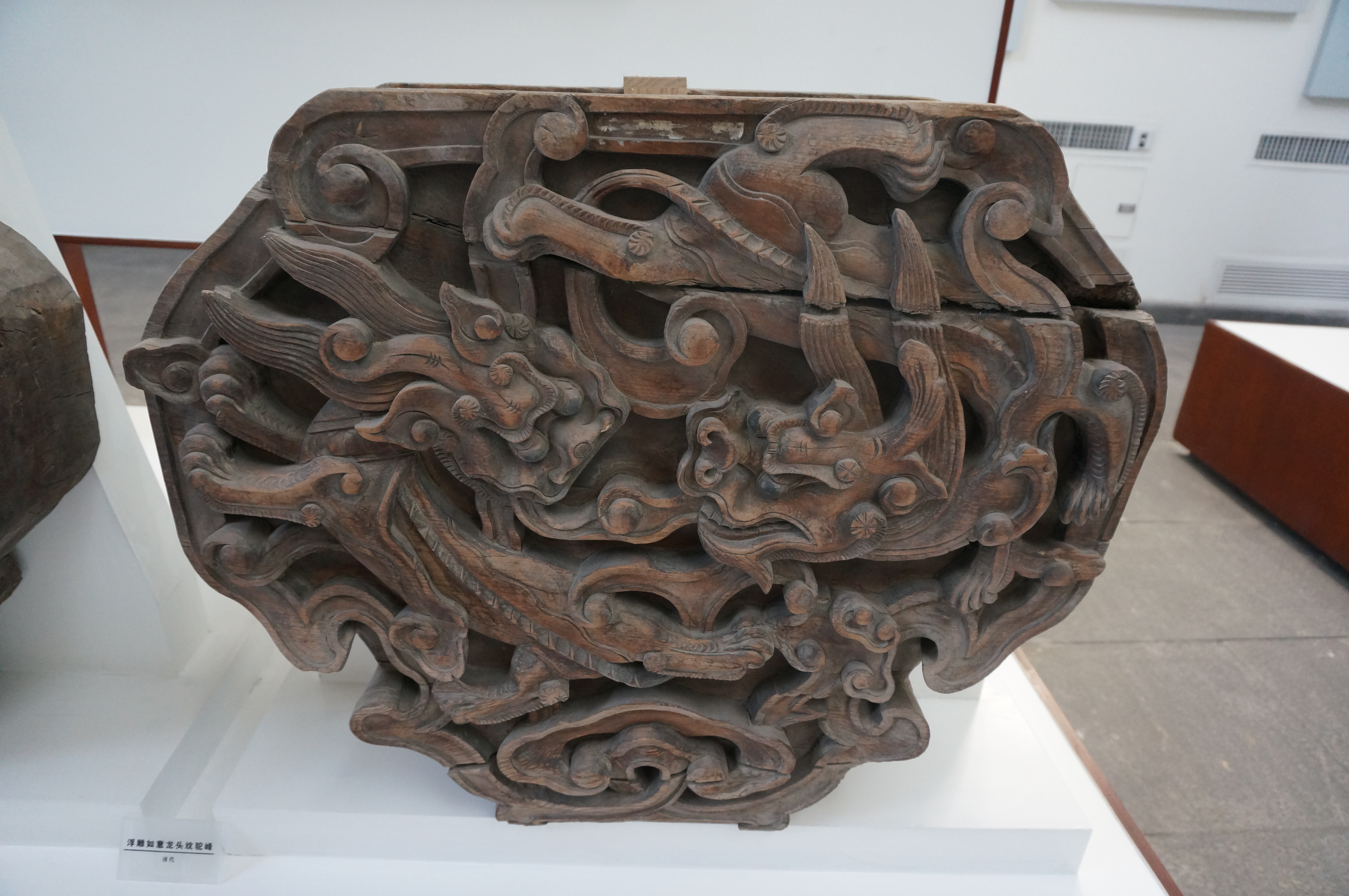
清代浮雕如意龙头纹驼峰，绩溪博物馆藏。

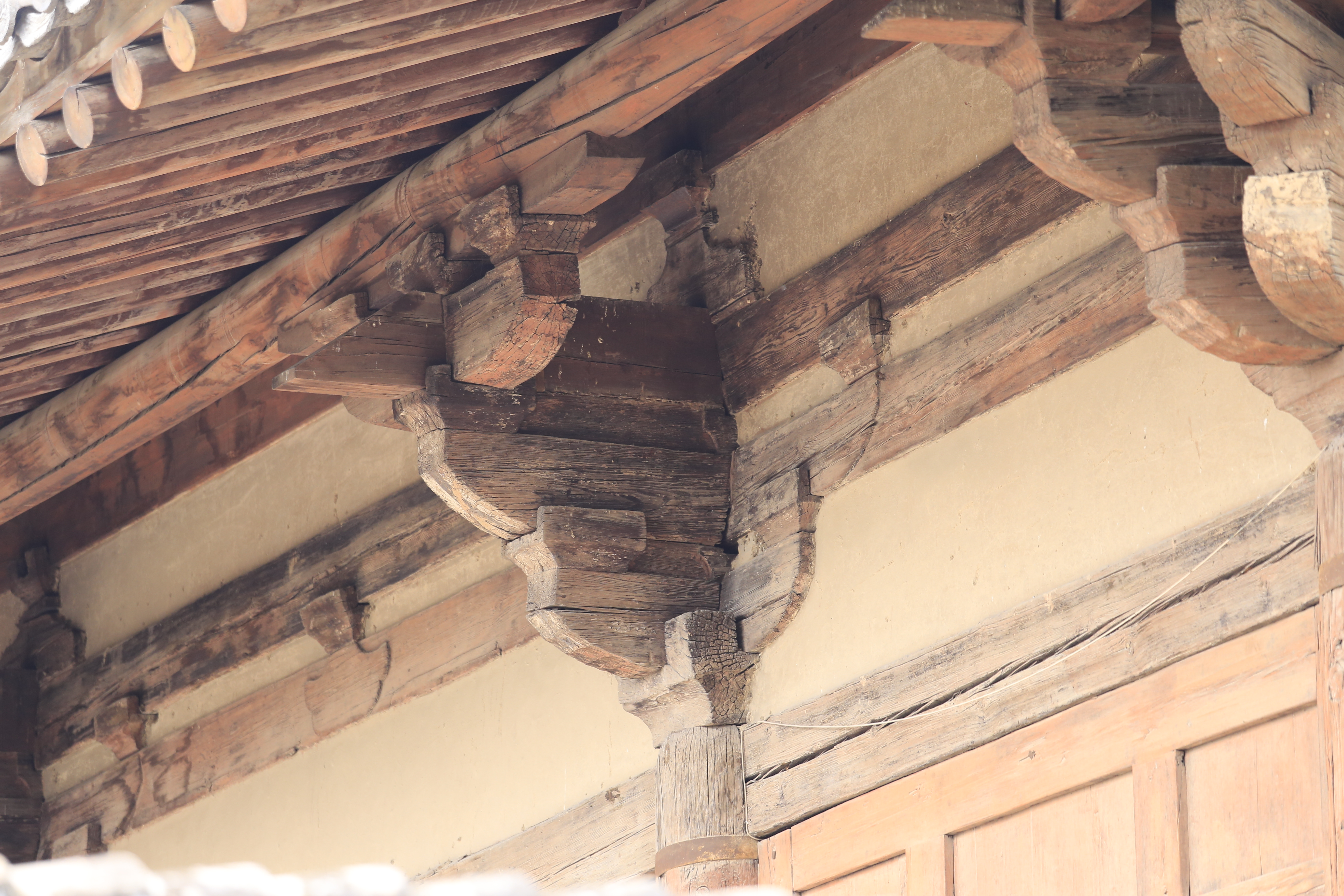
唐代建筑南禅寺柱头斗栱上方正常视角中被遮住的驼峰－皿板－斗结构以及补间隐刻驼峰，示驼峰的早期形态。

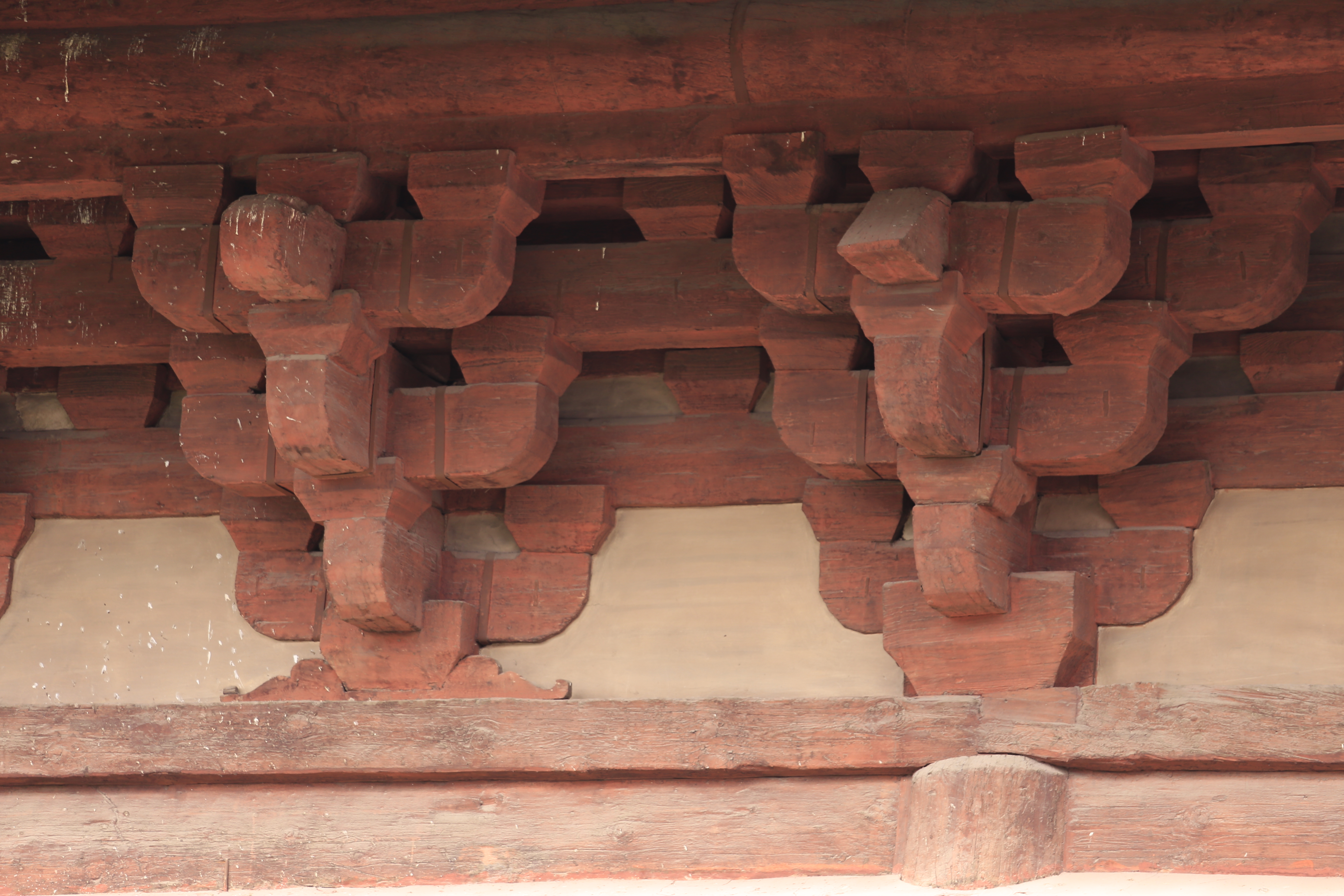
金代建筑支撑补间铺作的驼峰。山西省大同市 华严寺

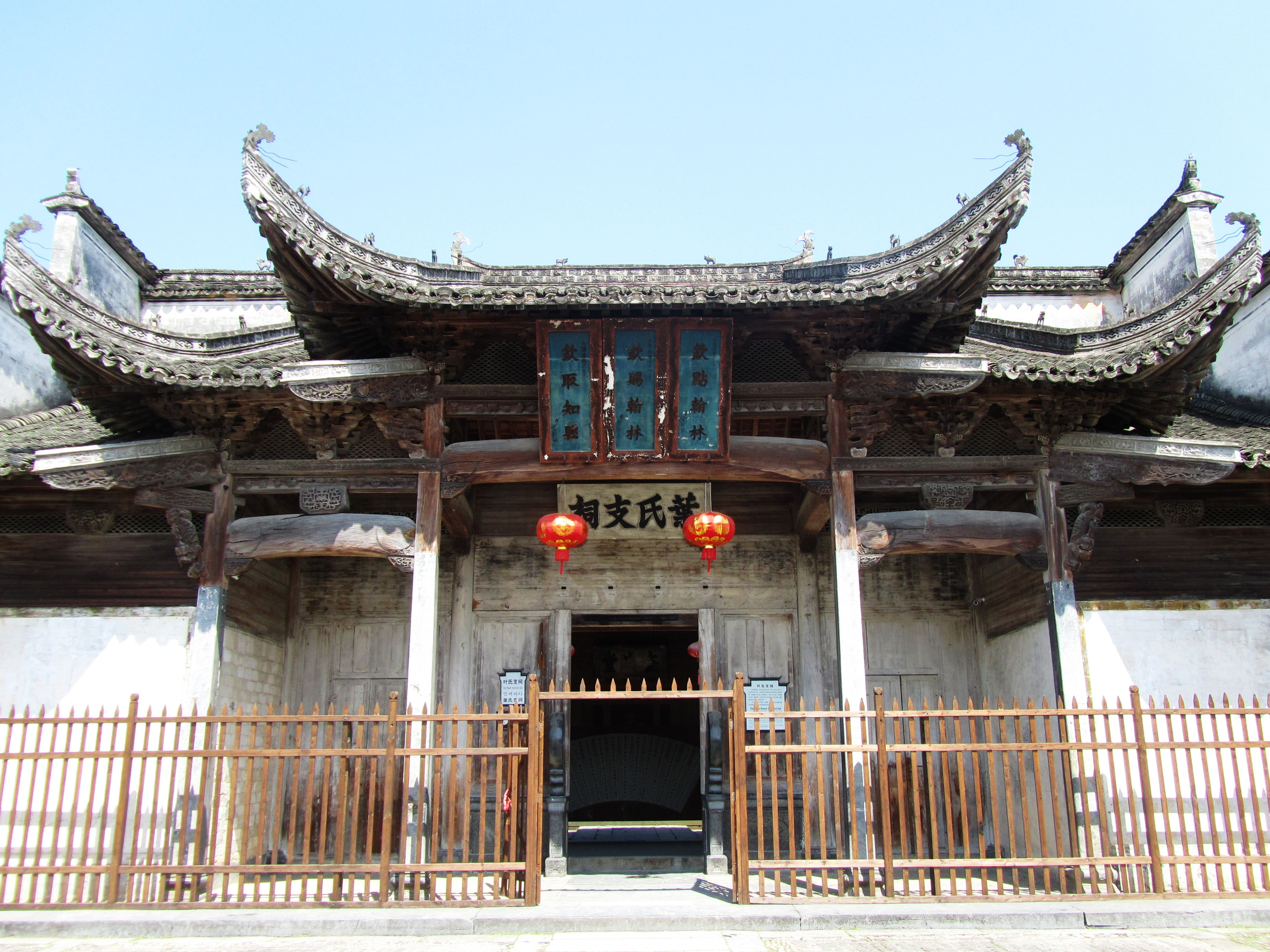
安徽黟县南屏村叶氏支祠，示驼峰的应用。

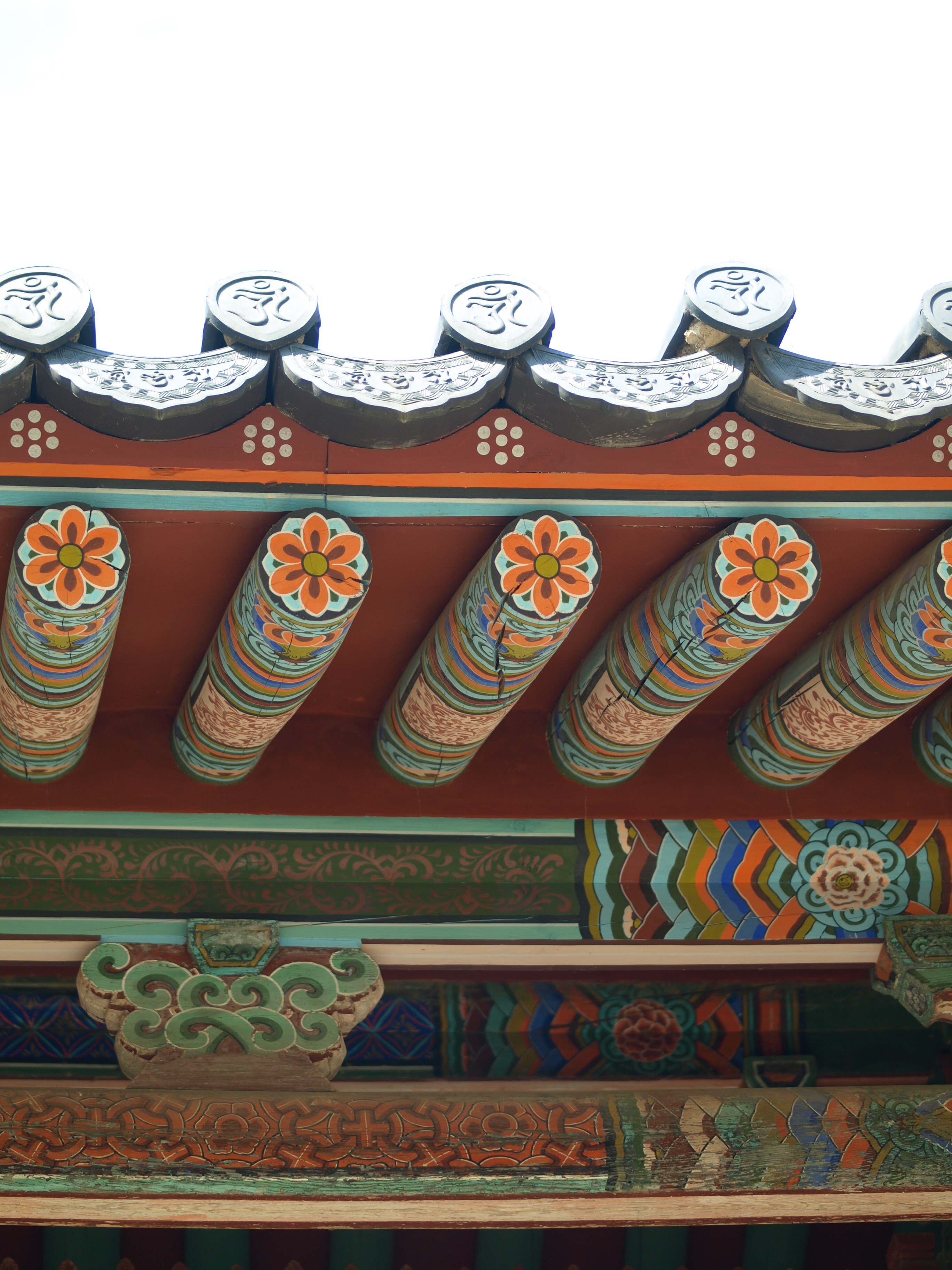
韓國江原道春川市清平寺樑枋間的驼峰

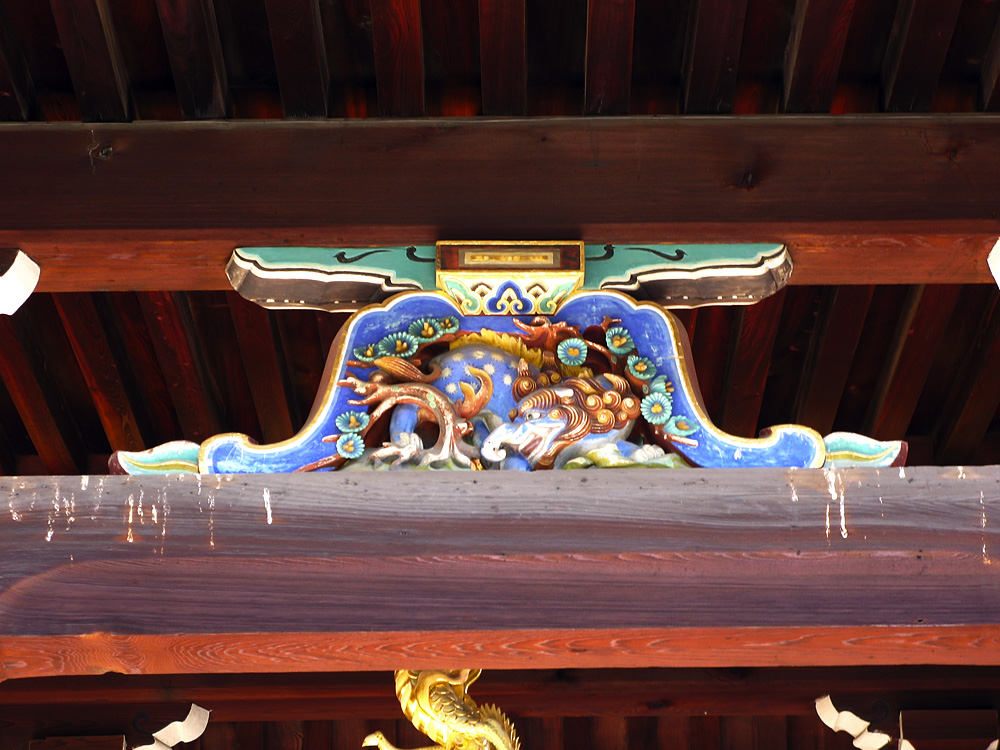
日本京都府京都市上京區北野天滿宮樑枋間的驼峰

驼峰，日本稱為蟇股(日文版)，为東亞传统建筑中于上下梁枋间配合斗拱起支承托垫作用的墩木，能适当地将结点的荷载匀布于梁上，因通常做成骆驼背峰式样故名。驼峰有全驼峰和半驼峰两种做法，前者多见，其式样在元代及以前有鹰嘴式、掐瓣式、毡笠（笠帽）式和梯形式等，明清时多为云卷式或荷墩式，此外清代也用柁墩替代驼峰。